# Клонмел
Клонмел (на английски: Clonmel; на ирландски: Cluain Meala) е град в централната част на южна Ирландия, провинция Мънстър. Главен административен център на южната част на графство Типърари. Разположен е около река Шур. Шосеен транспортен възел. Има жп гара открита на 1 май 1852 г. Населението му е 15 482 души от преброяването през 2006 г. 

## Побратимени градове
- Рединг, Англия